# فيلق الاستخبارات (المملكة المتحدة)
فيلق الاستخبارات هو فيلق من الجيش البريطاني مسؤول عن جمع وتحليل ونشر المعلومات الاستخباراتية الحربية وأيضًا عن مكافحة التجسس وعن الأمن. يكون مدير فيلق الاستخبارات ذا رتبة قائد لواء.

## لمحة تاريخية
تولى قسم الاستخبارات في مكتب الحرب أعمال المخابرات البريطانية خلال القرن التاسع عشر، وكان السير تشارلز ويلسون من بين الشخصيات المهمة، فهو المهندس الملكي الذي ناضل بنجاح لإصلاح معاملة مكتب الحرب للعمل الطبوغرافي.
أصبح جمع المعلومات الاستخباراتية أمرًا أكثر فهمًا في أوائل القرن العشرين، إلى درجة أن منظمة مكافحة التجسس (المكتب الخامس) تشكلت من قبل مديرية الاستخبارات العسكرية بقيادة النقيب (لاحقًا اللواء) فيرنون كيل، الذي بدأ بجمع المعلومات الاستخباراتية الخارجية في عام 1912 من خلال جهاز الاستخبارات البريطاني تحت قيادة (النقيب لاحقًا) مانسفيلد سميث- كومينغ.

### الحرب العالمية الأولى
على الرغم من أن المقترحات الأولى لإنشاء فيلق للمخابرات قد جاءت في عام 1905، فقد تشكل فيلق الاستخبارات الأول في أغسطس من عام 1914 وتضمن ضباطًا مع حاشيتهم. غادر الفيلق إلى فرنسا في 12 أغسطس من عام 1914. تشكل الفيلق الجوي الملكي لمراقبة الأرض وقدم صورًا جوية للفيلق بغرض تحليلها.

### حرب الاستقلال الأيرلندية
استُخدم عملاء الاستخبارات خلال حرب الاستقلال الأيرلندية في معركة فاشلة كانت الغاية منها هزيمة الجيش الجمهوري في أيرلندا، وانتمى الأغلبية الساحقة منهم لعصابة القاهرة. اغتيل 12 عميلًا من بين هؤلاء في مساكنهم على يد فرقة مايكل كولينز في يوم الأحد الدامي من عام 1920، ونتيجة لهذه الحادثة وما شابهها من فشل، حُلّ فيلق الاستخبارات في عام 1929.

### الحرب العالمية الثانية
أُنشئ فيلق استخبارات جديد في 19 يوليو من عام 1940 تنفيذًا لأمر الجيش رقم 112، وما يزال مستمرًا منذ ذلك الوقت. لم يكن الجيش مستعدًا لجمع المعلومات الاستخباراتية ونشر العملاء في فرنسا، وكانت المعلومات الاستخباراتية التي جمعها الرائد السير جيرالد تمبلر هي الوحيدة حينها. درب الفيلق عملاءه على سلاح الجو الملكي في رينغوين، وأُسقطوا لاحقًا على فرنسا بصفتها جزءًا من العمليات الخاصة التنفيذية. شارك ضباط فيلق الاستخبارات في تشكيل مجموعة الصحراء بعيدة المدى ذات الفعالية الكبيرة، وكان ضابط الفيلق المقدم بيتر كلايتون أحد المؤسسين الأربعة للقوة الجوية الخاصة. انضم نحو 40% من أفراد الجيش البريطاني في حديقة بلتشلي إلى فيلق الاستخبارات.

### الحرب الباردة
أقام الفيلق مسيرته العسكرية في عام 1956، وعُرضت للمرة الأولى في قاعة نيلر مقر المدرسة العسكرية الملكية الموسيقية. امتلك الفيلق منذ أغسطس من عام 1957، كادرًا دائمًا من الضباط لأداء الجولات العرضية؛ في السابق، كان جميع العاملين في الفيلق ضباطًا من أجزاء مختلفة من الجيش. خلال الحرب الباردة، انتشر ضباط فيلق الاستخبارات وضباط الصف (مع تغيير الشارة) خلف الستار الحديدي في ألمانيا الشرقية، للانضمام إلى نشاطات جمع المعلومات الاستخباراتية لبعثة القادة العسكريين البريطانيين إلى القوات السوفييتية في ألمانيا.

### أيرلندا الشمالية
خدم العديد من أعضاء فيلق الاستخبارات في أيرلندا الشمالية خلال «المشاكل». ضمت وحدات مثل «قوة الرد العسكري» و«وحدة الاستطلاع الخاصة» و«وحدة أبحاث القوة» و«شركة الاستخبارات 14» جنودًا وضباط فيلق.

### التعيين
أُعلن الفيلق بشكل رسمي في 1 فبراير من عام 1985 وحمل اسم «سلاح» (الدعم القتالي) بدلًا من اسم «خدمة» (الدعم الخلفي).

## تقاليد الفيلق
يرتدي أفراد فيلق الاستخبارات بيريه خضراء مميزة بلون السرو مع شارة تتألف من وردة تيودور (وردة حمراء ذات قلب أبيض) بين فرعين من الغار ويعلوها تاج. (بحسب ما جاء عن الراحل غافين ليال، يُشار إلى الشارة على قبعة فيلق الاستخبارات بكونها «مزحة متفشية تستريح على أمجادها»). شعارهم هو «مانيو دات كونيتيو فير» أي «المعرفة تعطي قوة للسلاح». تُعزف الوردة والغار في مسيرة الفيلق السريعة بينما يشكل لحن البوق والآير لهنري بورسيل معزوفة المسيرة البطيئة. يُشار إلى أفراد فيلق الاستخبارات من قبل زملائهم الجنود باسم «الوحل الأخضر» نسبةً للون قبعاتهم.

## المقرات
انتقل مقرهم الرئيسي في عام 1997، من مايرسفيلد في شرق ساسكس ثم إلى ثكنات تمبلر في آشفورد، حتى استقروا في محطة القوات الجوية الملكية السابقة في تشيككسندس في بيدفوردشير جنبًا إلى جنب مع مركز الاستخبارات والأمن الدفاعي ومتحف فيلق الاستخبارات. أُعيدت تسمية مركز الاستخبارات والأمن الدفاعي إلى «فريق التدريب الاستخباراتي المشترك» في يناير 2015.

## التدريب والترقية
يمتلك الفيلق نسبة عالية بشكل خاص من ضباط الصف الذين يتقلد الكثير منهم في ما بعد رتبًا عسكرية، إضافة إلى نسبة عالية من الأعضاء الإناث. ينضم الأفراد من ضباط الصف لعمليات الاستخبارات العسكرية أو لعمليات الاستخبارات العسكرية اللغوية، إذ يتدربون عسكريًا لمدة 14 أسبوعًا إما في مركز تدريب الجيش في بيربرايت أو في فوج تدريب الجيش في وينشستر. بعد ذلك، يكمل جنود عمليات الاستخبارات العسكرية تدريبات خاصة على الأسلحة مدتها 20 أسبوعًا في جناح تمبلر للتدريب، تشيككسندس، الذي يُرقّون في نهايته إلى جندي أول ويوزعون ضمن كتائب.

## الهيكل
اللواء الأول للمخابرات والمراقبة والاستطلاع:
- كتيبة الاستخبارات العسكرية- كاتريك (الجيش النظامي)
- 5 سريات استخباراتية عسكرية
- كتيبة الاستخبارات العسكرية (الاستثمار)- كتيبة خطوط ترنشارد، آبيفين (الجيش النظامي)
- 6 سريات استخباراتية عسكرية
- كتيبة الاستخبارات العسكرية (تطوعية)- لندن
- سرية مقر القيادة- لندن
- السرية 31- لندن
- السرية 32- لندن
- السرية 33- لندن
- السرية 34- لندن
- السرية 35- لندن
- كتيبة الاستخبارات العسكرية- بلفورد (الجيش النظامي) - تدعم الفرقة الثالثة في المملكة المتحدة
- سرية مقر القيادة
- 3 سريات استخباراتية عسكرية متعددة الوظائف
- عمليات دعم سرية الاستخبارات العسكرية
- مركز اندماج الاستخبارات الأرضية، الهيرميتاج
- كتيبة الاستخبارات العسكرية (تطوعية) – كولبي نيوهام
- سرية مقر القيادة- كولبي نيوهام
- السرية الاستخباراتية العسكرية 51- إدنبرة
- السرية الاستخباراتية العسكرية 52- غيتسهيد
- السرية الاستخباراتية العسكرية 53- ليدز
- كتيبة الاستخبارات العسكرية (تطوعية) – مانشستر
- سرية مقر القيادة- مانشستر
- السرية الاستخباراتية العسكرية 61- مانشستر
- السرية الاستخباراتية العسكرية 62- ليسبورن
- السرية الاستخباراتية العسكرية 63- ستووربريدج
- كتيبة الاستخبارات العسكرية (تطوعية) – بريستل
- سرية مقر القيادة- بريستل
- السرية الاستخباراتية العسكرية 71- بريستل
- السرية الاستخباراتية العسكرية 72- ساوثهامبتون
- السرية الاستخباراتية العسكرية 73- ثاتشام

يعد اللواء الأول للمخابرات والمراقبة والاستطلاع جزءًا من مركز قيادة القوات.